# Verkehrslandeplatz Hof-Plauen

i7
i11
i13

CI Logo des Flughafens bis 2022

Der Verkehrslandeplatz Hof-Plauen (IATA-Code: HOQ, ICAO-Code: EDQM) ist ein nach Luftrecht zugelassener Verkehrslandeplatz in der kreisfreien Stadt Hof (Saale). Betreibergesellschaft ist seit 1998 die Flughafen Hof-Plauen GmbH & Co. KG mit der Stadt Hof (60 %) und dem Landkreis Hof (40 %) als Gesellschafter. Im Jahr 2022 zählte der Verkehrslandeplatz rund 9.000 Starts und Landungen. Heute wird der Verkehrslandeplatz Hof-Plauen hauptsächlich für Geschäfts- und Frachtflüge sowie für die Ausbildung von Privatpiloten genutzt.

## Lage und Geschichte

### Lage und Verkehrsanbindung

Karte des Verkehrslandeplatzes

Der Verkehrslandeplatz Hof-Plauen liegt fünf Kilometer südwestlich der Hofer Innenstadt, zwischen der kreisfreien Stadt Hof und der Gemeinde Konradsreuth im Hofer Gemeindeteil Pirk. Er befindet sich 597 Meter über dem mittleren Meeresspiegel (Mean Sea Level, MSL).
Dem Verkehrslandeplatz ist die Postleitzahl 95032 von Hof zugewiesen, die Telefonvorwahl dagegen ist 09292 (Gemeinde Konradsreuth).
Im Süden des Gemeindeteils verläuft die Bundesstraße 2, westlich des Verkehrslandeplatzes befindet sich die Bundesautobahn 9 mit der Anschlussstelle Hof-West. Der Verkehrslandeplatz ist über die Bushaltestelle Pirk mit dem Regionalbus erreichbar. Die Fahrzeit von der Hofer Innenstadt zum Verkehrslandeplatz beträgt mit dem Pkw etwa zehn Minuten, mit dem Regionalbus etwa 15 Minuten.
| Linie | Fahrverlauf                              | Taktfrequenz     |
| ----- | ---------------------------------------- | ---------------- |
| 1545  | Bayreuth – Bad Berneck – Münchberg – Hof | einzelne Fahrten |

### Flugbetrieb auf der Hohen Saas
Im Jahr 1920 nutzte der neu gegründete Verein für flugtechnische Neukonstruktionen mit einer Ortsgruppe des Deutschen Luftsportverbands ein erhöhtes Gelände am westlichen Stadtrand der Stadt Hof, die Hohe Saas, für seine fliegerischen Aktivitäten. Der Ausbau des Geländes zum Flugplatz brachte nach 1928 für einige Jahre eine Linienverbindung auf der Strecke Fürth–Hof–Leipzig. Der Flugplatz war bis zum Ende des Zweiten Weltkrieges 1945 in Betrieb und wurde unter anderem von der Luftwaffe für Zwischenlandungen der Junkers Ju 52/3m genutzt. Auf der Hohen Saas steht seit 1945 eine Radarstation der US Army, die 1990 von der Bundeswehr übernommen wurde.

### Nachkriegszeit
Der 1950 gegründete Aero-Club Hof fand eine geeignete Fläche bei der Ortschaft Pirk, fünf Kilometer südwestlich von Hof. Nach vierjähriger Planung konnte der Flugbetrieb 1968 auf einer Asphaltbahn mit 720 Metern Länge aufgenommen werden. Der weitere Ausbau des Flugplatzes mit Tower, Betriebsgebäuden, Flugzeughallen und Verlängerungen der Start- und Landebahn sowie der Installation von Instrumentenlandesystemen begann.

### Aufnahme von Linien- und Charterflügen ab 1972
Ab 1972 wurden tägliche Linienflüge nach Frankfurt am Main angeboten, zunächst mit Turboprop-Flugzeugen des Typs DHC-6 Twin Otter von DLT und Bayerischem Flugdienst, von 1985 bis 1992 meist mit der moderneren Dornier 228 und danach mit größeren De Havilland DHC-8 und ATR 42. Seit den 1980er-Jahren war der Flugplatz Hof-Plauen in den Charterflugverkehr eingebunden. Die Reiseveranstalter TUI, Neckermann und die heutige Thomas Cook Group hatten Hof-Plauen ganzjährig in ihren Katalogen als Abflugort aufgeführt. In den besten Jahren waren bis zu zehn Umläufe pro Woche im Programm. Ziele waren unter anderem Mallorca, Kreta, Rhodos, Tunesien und das spanische Festland. Kurzzeitig gab es neben dem Linienflug nach Frankfurt auch eine Verbindung nach München.
Das mit der BAe 146 angebotene Charterprogramm zu den Urlaubsgebieten am Mittelmeer musste trotz guter Buchungen im Jahr 2002 eingestellt werden, da die bestehende Landebahn in Hof mit 1480 Metern Länge für die im Charterflugverkehr meist eingesetzten Maschinen, etwa Boeing 737 oder Airbus A320, zu kurz war.
Der Verkehrslandeplatz war bis 1998 ein Regiebetrieb unter der Leitung des Bauamtes der Stadt Hof. Als absehbar war, dass der Einsatz der Maschinen BAe 146, die mit ihren vier Triebwerken zwar für kurze Landebahnen geeignet sind, aber im Charterbetrieb nicht konkurrenzfähig waren, eingestellt werden würde, gab es Überlegungen, diesen ansonsten defizitären Betrieb umzuplanen und die dazu notwendigen finanziellen Mittel zu beschaffen. Der Ausbau für einen ganzjährigen Charterbetrieb zu beliebten Touristenzielen wurde angestrebt. Eine GmbH wurde gegründet, in der sich die Stadt Hof, die Stadt Plauen im Vogtland, der Landkreis Hof, der Landkreis Wunsiedel im Fichtelgebirge, der Vogtlandkreis und Vertreter der regionalen Wirtschaft zusammengeschlossen haben, um dieses Ziel zu erreichen.
Im Jahr 2012 wurde der Linienverkehr am Flugplatz eingestellt. Im Mai 2016 beschloss die Stadt Plauen, den Flugplatz zukünftig nicht mehr zu subventionieren.

### Ausbauplanungen
Um eine Erweiterung des Flugangebots für Passagiere zu ermöglichen und eine Modernisierung und Steigerung der Konkurrenzfähigkeit des Flugplatzes zu fördern, sollte die Start- und Landebahn auf 2.480 Meter aus- beziehungsweise neu gebaut werden. Das Planfeststellungsverfahren hierzu begann Anfang 2006. Die Notwendigkeit dieser Planungen ist umstritten.
Trotz finanzieller Zusagen aus dem Landeshaushalt in Bayern sahen Kritiker im Ausbau des Flugplatzes eine Fehlplanung, da die Flughäfen Nürnberg, Halle-Leipzig, Dresden, Erfurt und Karlsbad in Tschechien nur etwa 110 bis 180 km von Hof entfernt sind und die Zahl der Passagiere nicht ausreichend für einen rentablen Betrieb sein könnte. Die Betreiber der Flughafengesellschaft begründete den Ausbaubedarf des Flugplatzes mit einer Hochrechnung, die dem Flugplatz 140.000 und bis zu 300.000 Passagiere im Jahr 2020 voraussagte. Sie stützte sich auf die Passagierzahlen der Charterprogramme in den wirtschaftlich guten 1990er-Jahren und hielt an den Ausbauplänen für die Start- und Landebahn fest.
Nach einem Gespräch mit dem damaligen bayerischen Minister Erwin Huber am 28. Februar 2007 entstand der Eindruck, dass die vom Luftfahrt-Bundesamt geforderten Voraussetzungen für einen Flugplatzausbau teilweise hätten erfüllt werden können. Hamburg International und die Frosch-Touristik GmbH hatten Interesse gezeigt, den Flugplatz nach dem Ausbau für den Charterverkehr zu nutzen. Dadurch rückte ein positiver Planfeststellungsbeschluss näher.
Am 19. Juni 2007 lehnte das Luftamt Nordbayern mit Sitz in Nürnberg den Ausbauplan jedoch ab. Die Betreibergesellschaft des Flugplatzes warf den Entscheidungsträgern vor, nicht objektiv zu entscheiden, was die Behörde und Mandatsträger der Politik bestreiten. Die am Ausbau des Flugplatzes interessierte Investorengruppe BCD Holdings hatte in der nahe gelegenen Stadt Aš in Tschechien eine Baugrundfläche für den Aufbau eines Industrieparks gekauft.
Eine Klage der Betreibergesellschaft des Flugplatzes gegen das Luftverkehrsamt Nordbayern scheiterte. Der Flugplatz wurde seither modernisiert, die Piste und das vergrößerte Vorfeld saniert, asphaltiert und 2008/2009 ein neuer Hangar errichtet. Tankstellen und Betriebsflächen für AvGas (Flugbenzin) sowie JET-A1 (Kerosin) wurden errichtet. Außerhalb des Flugplatzgeländes entstand ein Parkplatz mit 196 Stellplätzen. Der Anfahrtsbereich vor dem Terminal wurde umgestaltet und der Tower modernisiert.

### Ende des Linienflugverkehrs und heutige Nutzung
Nach der Insolvenz von Cirrus Airlines wurde 2012 auch die einzige noch bestehende Fluglinie Hof-Frankfurt eingestellt. Da auch keine neue Ausschreibung oder weitere Subvention der Linie folgte, stellte dies die endgültige Einstellung des Linienflugverkehrs ab dem Verkehrslandeplatz Hof-Plauen dar. Ab dem 1. September 2015 war der Verkehrslandeplatz Testgelände der BMW Group. Parallel zu den Automobiltests fand aber der reguläre Flugbetrieb weiterhin statt. 2018 erweiterte die BMW Group ihr bestehendes Testareal am Verkehrslandeplatz um 3.000 m². Die ungarische Fleet Air International unterhält auf dem Verkehrslandeplatz seit 2019 einen Standort. Während der Corona-Lockdowns konnte der Verkehrslandeplatz unabhängig vom Linienflugverkehr Starts und Landungen leicht steigern. Das Defizit konnte 2022 auf 290.107,60 Euro gesenkt werden, womit der Jahresfehlbetrag rund 267.000 Euro niedriger lag als geplant. Im Jahr 2023 nutzten 12.150 Passagiere den Verkehrslandeplatz Hof-Plauen. BMW verließ den Flugplatz zum Jahresende 2023. Seit August 2023 nutzt die Luftwaffe den Flugplatz ab und zu für Übungsanflüge mit den Transportflugzeugen A400M und C-130J Hercules. 2024 hat die Business-Airline Jetfleet ihre Hauptbasis vom Frankfurt-Egelsbach nach Hof verlegt.
Auf einer Informationsveranstaltung zur Zukunft des Fliegens im September 2024 stellte der brasilianische Flugzeughersteller Embraer das Innovationskonzept Embraer X zum Thema Fliegen on demand, also auf Bedarf, vor. Im Rahmen der Veranstaltung hat auch das Startup flyvbird angekündigt ab Mai 2025 Flüge nach Bedarf von Hof aus anzubieten, wofür die Airline zwei Tecnam P2012 Traveller-Flugzeuge am Verkehrslandeplatz stationieren möchte.

## Flugplatzinfrastruktur

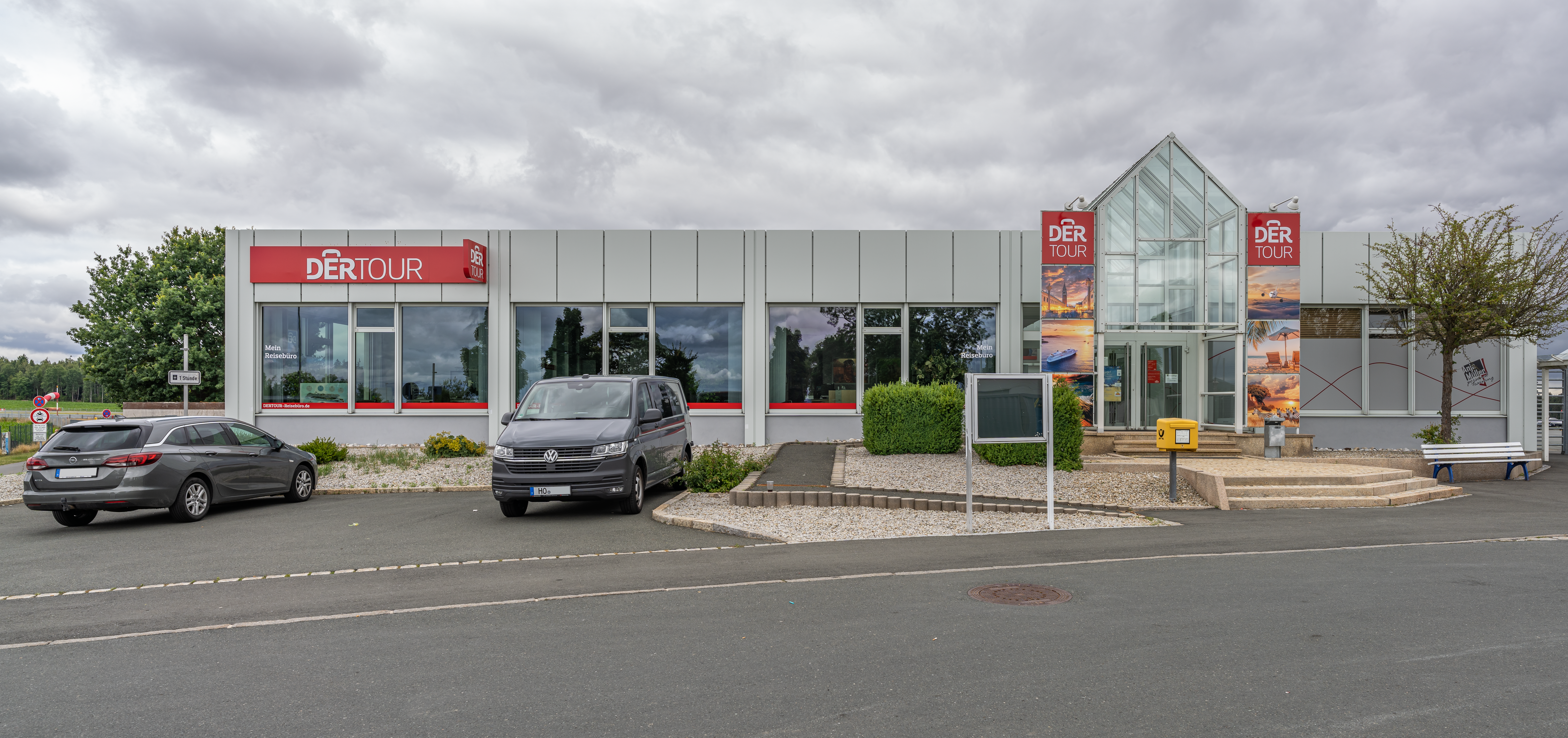
Terminal des Verkehrslandeplatz

Der Verkehrslandeplatz verfügt mit der Start- und Landebahn 08/26 über eine 1480 Meter lange und 30 Meter breite Asphaltbahn in Ost-West-Ausrichtung. Die Rollbahn befindet sich parallel zur Startbahn und führt bis zu deren Hälfte. Auch verfügt der Verkehrslandeplatz über ein Vorfeld aus Beton. Gebäudeseitig besteht der Verkehrslandeplatz aus einem Kontrollturm, ein. Flugplatzterminal mit Geschäften sowie der Piloten-Lounge und einem Konferenzraum, einem Hangar, einer Flugplatzfeuerwehr und Tankanlagen. Der Parkplatz des Verkehrslandeplatz verfügt über 196 Stellplätze. Ab August 2023 wurde zusätzlich ein Grasrollweg errichtet, der den bestehenden Taxiway bis zur Schwelle der Piste 08 für Flugzeuge bis 2 to. MTOW verlängert und so bei gut frequentierten Tagen für Entlastung am Boden sorgen soll. Die neue Grasrollbahn wurde am 1. November 2023 eröffnet und darf nach Anweisung der Flugsicherung genutzt werden.

## Fluggesellschaften und Ziele

### Linienflugverkehr

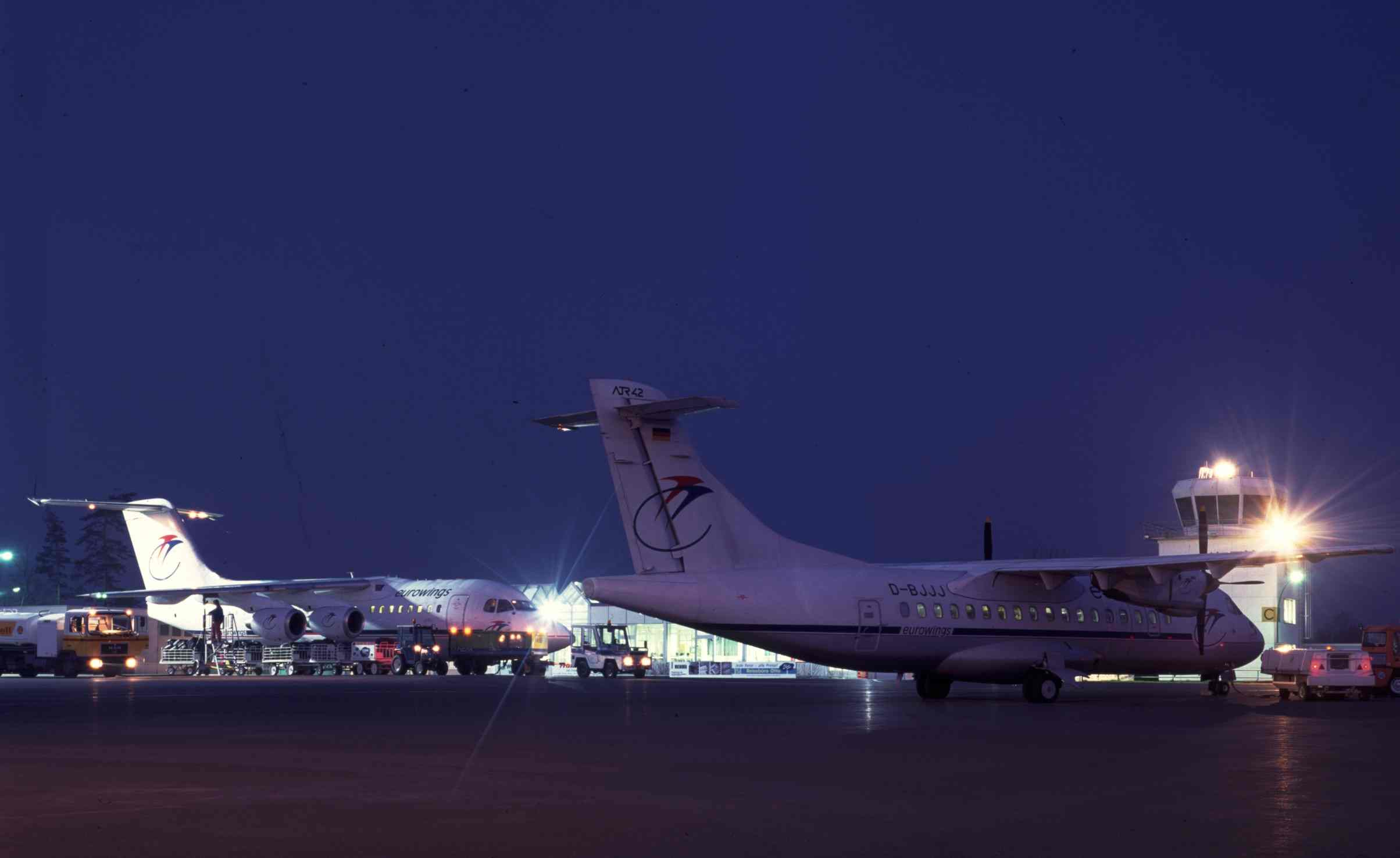
Linienflugbetrieb am Vorfeld

Mit Stand November 2011 gab es nur eine regelmäßige Linienverbindung am Verkehrslandeplatz Hof-Plauen. Cirrus Airlines bediente im Namen und Auftrag von Lufthansa Regional montags bis freitags zweimal täglich die Strecke von Hof nach Frankfurt mit einer Dornier 328-100. Die Verbindung wurde für Lufthansa Regional auch bereits mit Augsburg Airways (November 1998 bis Oktober 2008) und Contact Air (Oktober 2008 bis März 2010) geflogen. Im Oktober 2010 kündigte Cirrus Airlines an, die Strecke nach nur einem Jahr zum 1. April 2011 auf Grund mangelnder Wirtschaftlichkeit wieder einzustellen. Am 29. April 2011 wurde entschieden, dass die Regionalfluglinie bis März 2013 erhalten bleibt, allerdings mit nur noch zwei statt bisher drei täglichen Verbindungen nach Frankfurt. Neuer und alter Betreiber war Cirrus Airlines, einziger Mitbewerber für die Strecke war OLT Express. Im Januar 2012 wurde im Rahmen der Betriebseinstellung der Cirrus Airlines auch die Route Hof–Frankfurt eingestellt und soll per Entscheidung aus dem Mai 2012 auch nicht mehr neu ausgeschrieben und subventioniert werden.

### Charter- und Frachtflugverkehr
Die in Oberfranken ansässige Fair Air GmbH bietet Charterflüge als Luft-Taxi aber auch Frachtflüge ab dem Verkehrslandeplatz Hof-Plauen an. Die Business-Airline Jetfleet hat 2024 ihre Hauptbasis nach Hof verlegt und bietet Charterflüge vom Verkehrslandeplatz aus an. Die ungarische Frachtfluggesellschaft Fleet Air International beschäftigt mehrere Mitarbeiter am Verkehrslandeplatz und führt hier seit 2022 Crewwechsel und Wartungen durch. Ab dem Frühjahr 2025 bedient das Startup Flyvbird den Verkehrslandeplatz mit Flügen nach Bedarf.

## Verkehrszahlen
| Betriebsjahr | Fluggastaufkommen | Flugbewegungen | Betriebskostenzuschuss | Subvention Linie Hof–Plauen – Frankfurt | weitere Subventionen oder Fördermittel |
| ------------ | ----------------- | -------------- | ---------------------- | --------------------------------------- | -------------------------------------- |
| 1997         | 58.032            | 12.658         |                        |                                         |                                        |
| 1998         | 64.918            | 12.784         |                        |                                         |                                        |
| 1999         | 64.462            | 13.200         |                        |                                         |                                        |
| 2000         | 77.776            | 11.940         |                        |                                         |                                        |
| 2001         | 51.921            | 10.780         |                        |                                         |                                        |
| 2002         | 38.990            | 9.596          |                        |                                         |                                        |
| 2003         | 36.315            | 8.374          |                        |                                         |                                        |
| 2004         | 28.560            | 8.502          |                        |                                         |                                        |
| 2005         | 26.645            | 7.356          |                        |                                         |                                        |
| 2006         | 27.594            | 7.300          |                        |                                         |                                        |
| 2007         | 29.640            | 8.050          | 1.521.500 €            |                                         |                                        |
| 2008         | 23.033            | 6.803          | 1.861.433 €            |                                         |                                        |
| 2009         | 20.006            | 6.390          | 1.737.625 €            |                                         | 7.200.000 € (Sanierung)                |
| 2010         | 18.734            | 7.217          | 1.611.105 €            | 2.900.000 €                             |                                        |
| 2011         | 13.017            | 8.520          | 1.385.200 €            | 3.500.000 €                             |                                        |
| 2012         | 4.331             | 8.194          | 1.257.163 €            | 3.500.000 €                             |                                        |
| 2013         | 3.968             | 8.212          | 968.796 €              |                                         |                                        |
| 2014         | 4.120             | 7.225          | 894.440 €              |                                         |                                        |
| 2015         | n/a               | 7.169          |                        |                                         |                                        |
| 2016         | 9.082             | 6.163          | 659.464 €              |                                         |                                        |
| 2017         | 9.584             | 5.903          | 521.563 €              |                                         | 461.000 € (Löschfahrzeug)              |
| 2018         | 8.234             | 5.584          |                        |                                         | (Zaun und Befeuerung)                  |
| 2019         | 8.039             | 5.853          |                        |                                         |                                        |
| 2020         | 7.780             | 6.015          |                        |                                         |                                        |
| 2021         | 8.529             | 8.702          |                        |                                         |                                        |
| 2022         | 12.150            | 9.097          |                        |                                         |                                        |
| 2023         | 10.847            | 8.640          |                        |                                         |                                        |

Die Zahlen zum Fluggastaufkommen beziehen sich auf den Linien- und Charterverkehr.
Im Jahr 2009 wurde der Regionalflugplatz für acht Millionen Euro saniert. Der Freistaat Bayern übernahm 90 % der Kosten.
Laut einer Pressemitteilung des bayerischen Staatsministeriums vom 21. Mai 2012 betrug das Fluggastaufkommen am Flugplatz Hof-Plauen im Jahr 2011 nur noch 7700 Personen. Verantwortlich für diese Entwicklung ist die Einstellung der einzigen und subventionierten Linienflugverbindung.

## Weitere Nutzung

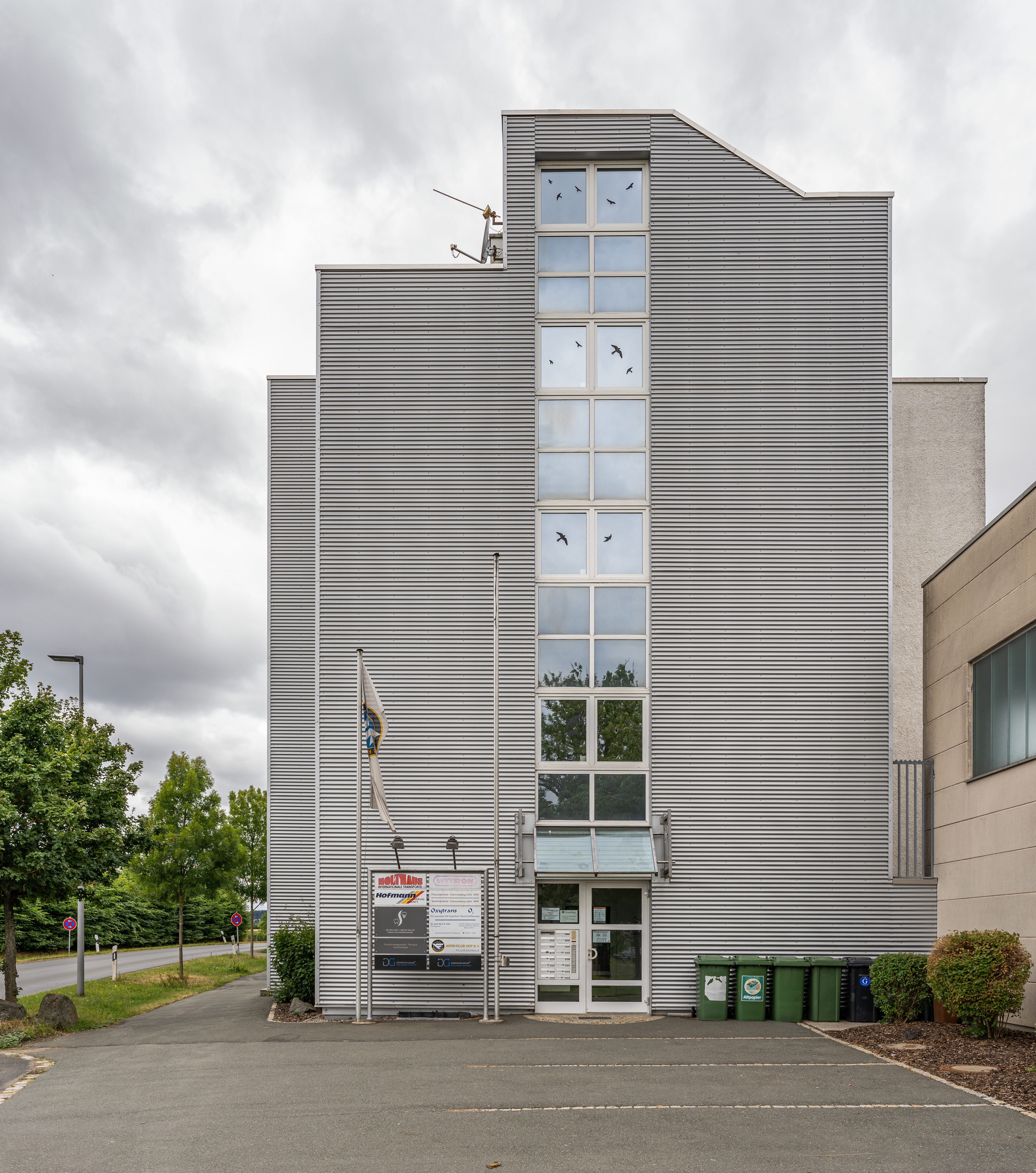
Sitz des Aero-Club Hof direkt am Landeplatz

Der Luftsportverein Aero-Club Hof hat sein Clubheim im Aero-Center am Verkehrslandeplatz Hof-Plauen.
Im Juni 2013 fanden erstmals DTM-Testfahrten auf dem Verkehrslandeplatz statt.
Seit dem 1. September 2015 werden der Taxiway „B“ und weitere Teile des Verkehrslandeplatz für Automobiltest verwendet und stehen dem Flugverkehr nur noch eingeschränkt zur Verfügung. Des Weiteren forschte BMW bis Dezember 2023 auf dem Gelände am autonomen Fahren.

## Trivia
Von Hof aus flogen auch schon bekannte Fußballteams wie der FC Bayern München oder Arminia Bielefeld.